# Ловички окръг
 Ловички окръг (на полски: Powiat łowicki) е окръг в Централна Полша, Лодзко войводство. Заема площ от 988,17 км2. Административен център е град Лович.

## География
Окръгът обхваща земи от историческите области Великополша и Мазовия. Разположен е в северната част на войводството.

## Население
Населението на окръга възлиза на 80 996 души (2012 г.). Гъстотата е 82 души/км2.

## Административно деление
Административно окръгът е разделен на 10 общини.
Градска община:
- Лович

Селски общини:
- Община Беляви
- Община Доманевице
- Община Здуни
- Община Керножя
- Община Кочежев Полудньови
- Община Лишковице
- Община Лович
- Община Неборов
- Община Хоншно

## Фотогалерия
- Лович
- Доманевице
- Керножя
- Лишковице
- Неборов